# Philodendron inconcinnum
Philodendron inconcinnum är en kallaväxtart som beskrevs av Heinrich Wilhelm Schott. Philodendron inconcinnum ingår i släktet Philodendron och familjen kallaväxter.
Artens utbredningsområde är Venezuela. Inga underarter finns listade.